# Wildfire Games
Wildfire Games — незалежний розробник вільних відеоігор, спочатку заснований як моддинг-команда в 2001 році. Wildfire Games розробляє ігри в жанрі стратегії в реальному часі. Також Wildfire Games розробили ігровий рушій Pyrogenesis, що використовується в грі 0 A.D. На сьогоднішній день компанія є міжнародною спільнотою десятків розробників і геймерів, які в основному ведуть розробку у вільний час на волонтерській основі.
Ще один помітний проект, який колись був створений Wildfire Games — це повноцінна модифікація для «Age of Empires II: The Age of Kings», названий «Rome at War». Випущена в 2001 році, вона залишається однією з кращих модифікацій для цієї класичної стратегічної гри.

## Історія
Wildfire Games спочатку була заснована як студія для моддингу гри Age of Empires II. 0 A.D. спочатку планувалась як модифікація, але пізніше перетворилася на незалежну гру завдяки обмеженням, встановленим Age of Empires.

## Ігри
Wildfire Games в даний час розробляє 0 A.D., яка буде випущена у двох частинах: перша досліджує час до нашої ери, і друга — час після нашої ери.
| Назва                                 | Жанр                     | Статус     |
| ------------------------------------- | ------------------------ | ---------- |
| 0 A.D. Частина I — Піднесення Імперій | Стратегія реального часу | У розробці |
| 0 A.D. Частина II                     | Доповнення               | Планується |